# Dobralj
Dobralj (Dobre, Dabralis) (Split, 1. pol. 11. st. - ?, kraj 11. st.), splitski nadbiskup i metropolit (1030. – 1050.) u doba hrvatskih narodnih vladara. Potjecao je iz splitske plemićke obitelji. Vodio je splitsku metropoloiju u vrijeme reformnog pokreta pape Lava IX. (1049. – 1054.), koji ga je, kada je doznao da ima ženu i djecu, svrgnuo s nadbiskupske stolice.
Nakon svrgnuća s nadbiskupskog položaja, bio je neko vrijeme upravitelj crkvice sv. Mihovila na obali.